# Bisbat de Troyes

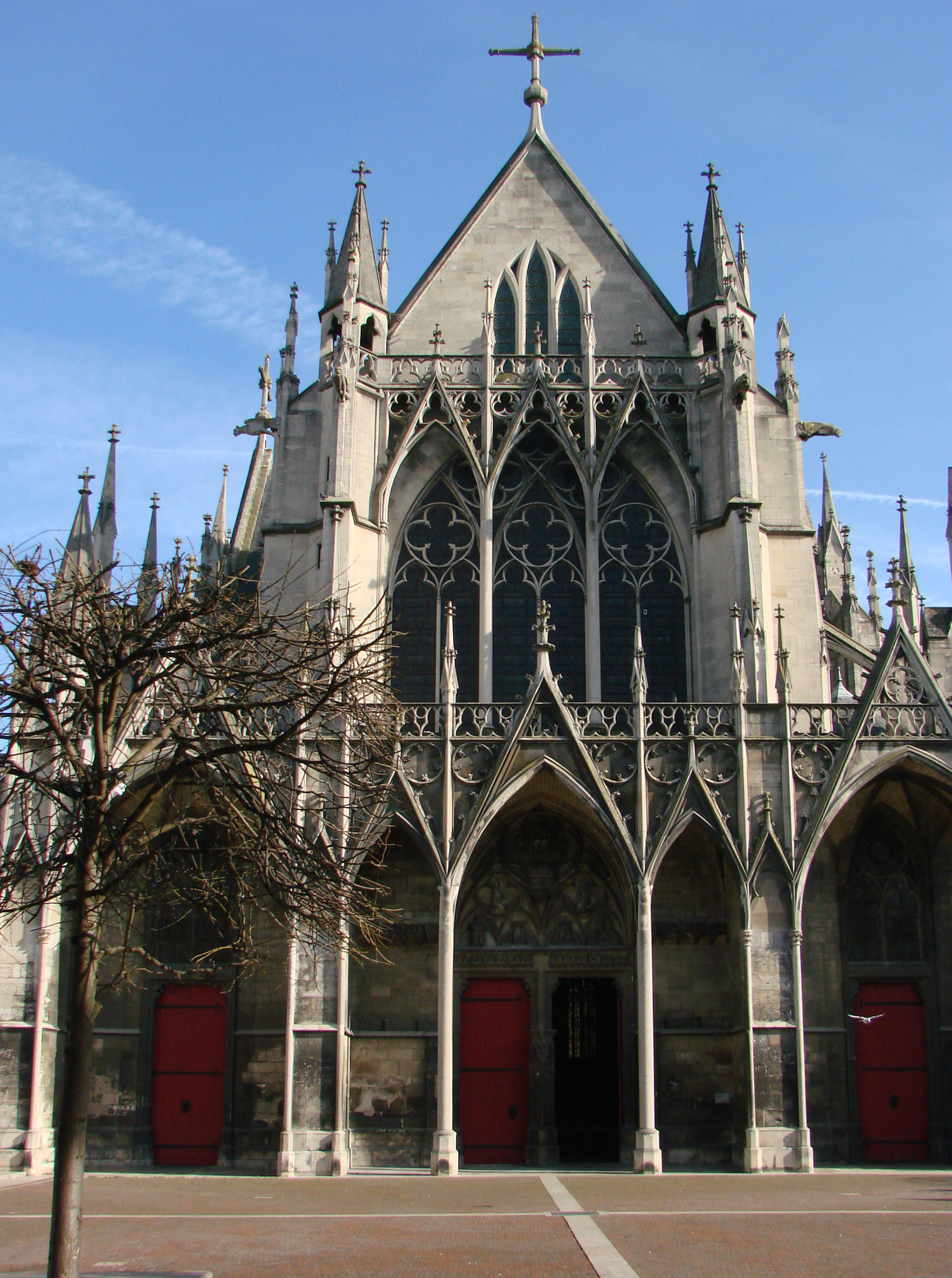
La basílica de Sant Urbà de Troyes

El bisbat de Troyes és una jurisdicció eclesiàstica de França a la Xampanya. Els bisbes foren també vescomtes de Troyes a la segona meitat del segle x i fins al 1284

## Llista de bisbes
- Sant Amador segle iv
- Opcià c. 344
- Lleó Heracli segle iv
- Sant Melani segle iv
- Aurelià c. 426
- Sant Urs 426
- Sant Llop I 426-479
- desconeguts 479-511
- Sant Camelià 511-525
- desconegut 525-533
- Sant Vicenç 533-541
- desconegut 541-549
- Ambrós 549
- desconegut 549-573
- Galomagnus 573-582
- desconegut 582-585
- Agrecius 585-586
- Llop II 586-631
- Evod 631
- Modesgisle 631-?
- Ragnegisild ?-?
- Sant Leuconi ?-?
- Bertoald ?-666
- Abbó 666-673
- desconegut 673-675
- Waimer 675-678
- Vulfred 678-?
- Ragembert ?-?
- Aldebert ?-?
- Gautxer ?-?
- Arduí ?-722
- Censard 722-766
- Sant Boví 766
- Aming 766-787
- Adelgari 787
- Bertulf 787-829
- Elies 829-836
- Adalbert 836-845
- Sant Prudenci 845-861
- Fucher 861-869
- desconegut 869-880
- Otulf 880-890
- Bodó 890-895
- Riveu 895-910
- Otbert 910-? (inicialment només bisbe, fou el primer bisbe vescomte fins al 965)

## Llista de bisbes-vescomtes
- Otbert ?-965
- Angesis 965-971
- Waló 971-?
- Airic ?-980
- Miló I 980-982
- Desconegut 982-991
- Manases I 991-?
- Renaud I ?-?
- Fromond I ?1034
- Mainard 1034-1049
- Fromond II 1049-1050
- Hug I 1050-1075
- Gualteri 1075
- Hug II 1075-1082
- Miló II 1082-1118
- Renaud II 1118-1122
- Attó 1122-1145
- Enric I 1145-1169
- Mateu 1169-1180
- Manases II 1180-1190
- Bartomeu 1190-1193
- Garnier 1193-1206
- Hervé 1206-1223
- Robert 1223-1233
- Nicolau 1233-1269
- Joan I 1269-1298
- el vescomtat passa a la corona francesa 1284

## Llista de bisbes administradors
- Guitxard 1298-1314
- Joan II d'Auxois 1314-1317
- Guillem I 1317-1324
- Joan III 1324-1326
- Joan IV 1326-1341
- Joan V 1341-1353
- Enric II 1353-1370
- Joan VI 1370-1375
- Pere I 1375-1377
- Pere II 1377-1395
- Esteve de Gibry 1395-1426
- Joan VII 1426-1450
- Llís I 1450-1483
- Jaume Raguier 1483-1518
- Guillem II 1518-1527
- Odoard Hennequin 1527-1544
- Lluís II 1544-1550
- A. Caraccioli 1550-1561
- C. de Beauffremont 1562-1593
- R. de Breslay 1593-1641
- F. Malier de Houssay 1641-1678
- Francesc I Bouthillier de Chavigny 1678-1697
- Francesc II Bouthillier de Chavigny 1697-1716
- Jaume Benigne Bousset 1716-1742
- M. Poncel de la Riviere 1742-1758
- J. B. M. Champion de Lice 1758-1761
- C. M. J. de Barral 1761-1790
- Abolició dels drets feudals 1789